# کمیسر سازمان‌های اطلاعاتی
کمیسر سازمان‌های اطلاعاتی یک مقام نظارتی در دولت بریتانیا است که بر پایه بند ۵۹ لایحه مقررات قدرت‌های بازرسی ۲۰۰۰ منصوب می‌شد. کار کمیسرهای سازمان‌های اطلاعاتی، بازرسی کارها و حکم‌هایی بود که وزیر امور خارجه و مشترک‌المنافع بریتانیا تحت لایحه سازمان‌های اطلاعاتی ۱۹۹۴ انجام می‌داد و صادر می‌کرد. همچنین بازرسیِ تنها آن دسته از کنش‌های جامعه اطلاعاتی بریتانیا در رابطه با استفاده از نظارت، انجام عملیات پنهانی منابع اطلاعاتی انسانی (مانند مأموران میدانی)، و رهگیری ارتباطات که توسط سرویس اطلاعات مخفی (اس‌آی‌اس یا MI6)، سازمان اطلاعات داخلی (ام‌آی۵)، و ستاد ارتباطات دولت انجام می‌شد و کمیسیونر رهگیری ارتباطات، بازبینی نمی‌کرد نیز بر عهده کمیسر سازمان‌های اطلاعاتی بود.
تا ژانویه ۲۰۱۱ کمیسر سازمان‌های اطلاعاتی، پیتر گیبسون بود. در ژانویه ۲۰۱۱ نخست‌وزیر آن هنگام بریتانیا دیوید کامرون، مارک والر را به این سِمَت، منصوب کرد. مارک والر تا هنگام بازنشستگی خود در پایان سال ۲۰۱۶ (میلادی) به کار خود ادامه داد. در ۲۰ سپتامبر ۲۰۱۶ نخست‌وزیر آن هنگام بریتانیا ترزا می، جان گلدرینگ را به سمت کمیسر سازمان‌های اطلاعاتی گماشت. گلدرینگ، کار خود را از ۱ ژانویه ۲۰۱۷ آغاز کرد.
در ۱ سپتامبر ۲۰۱۷ دفترهای کمیسر سازمان‌های اطلاعاتی، و رئیس نظارت، رهگیری ارتباطات، در دفتر کمیسر قدرت‌های بازرسی ادغام شدند.